# Цымбал, Михаил Степанович
Михаил Степанович Цымбал (1911 — 2001) — деятель разведывательных служб, руководитель управления «С» Первого главного управления КГБ СССР, генерал-майор.

## Биография
Член ВКП(б) с 1940. В органах госбезопасности с 1941. Работал в разведке, занимал должности:
- Заместитель резидента НКГБ — МГБ в Риме (1945—1947);
- Заместитель резидента Комитета информации в Риме (1947—1950);
- Резидент Комитета информации в Риме (1950—1951);
- Заместитель начальника 1-го отдела 3-го Управления Первого главного управления (ПГУ) МГБ (на 1953);
- Резидент КГБ в Париже (1954—1959 г.);[1]
- Заместитель начальника ПГУ КГБ при СМ СССР — начальник Управления «С» (1961—1966);[2]
- Предположительно, начальник 5-го отдела ПГУ КГБ СССР (1971 — …).[3]

### Звания
- генерал-майор.

### Награды
- ордена;
- медали.